# Mannloch

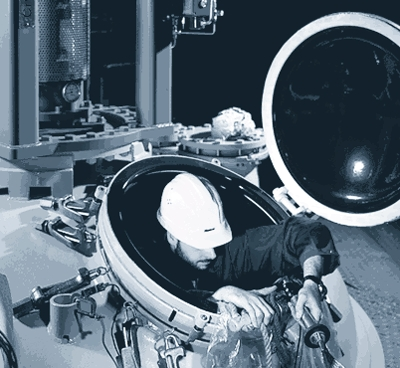
Mannloch eines Rührbehälters

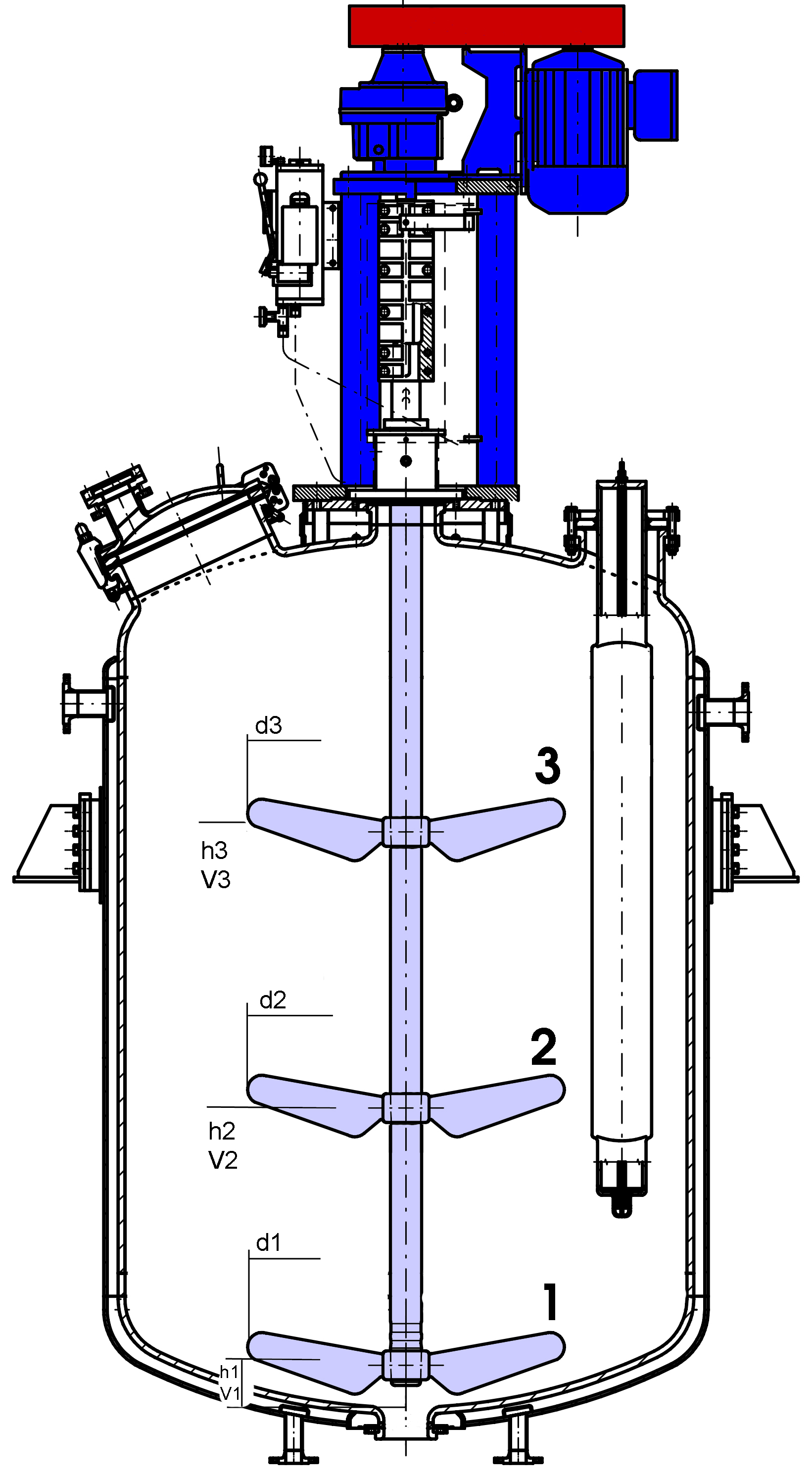
Rührbehälter mit Mannloch (oben links)

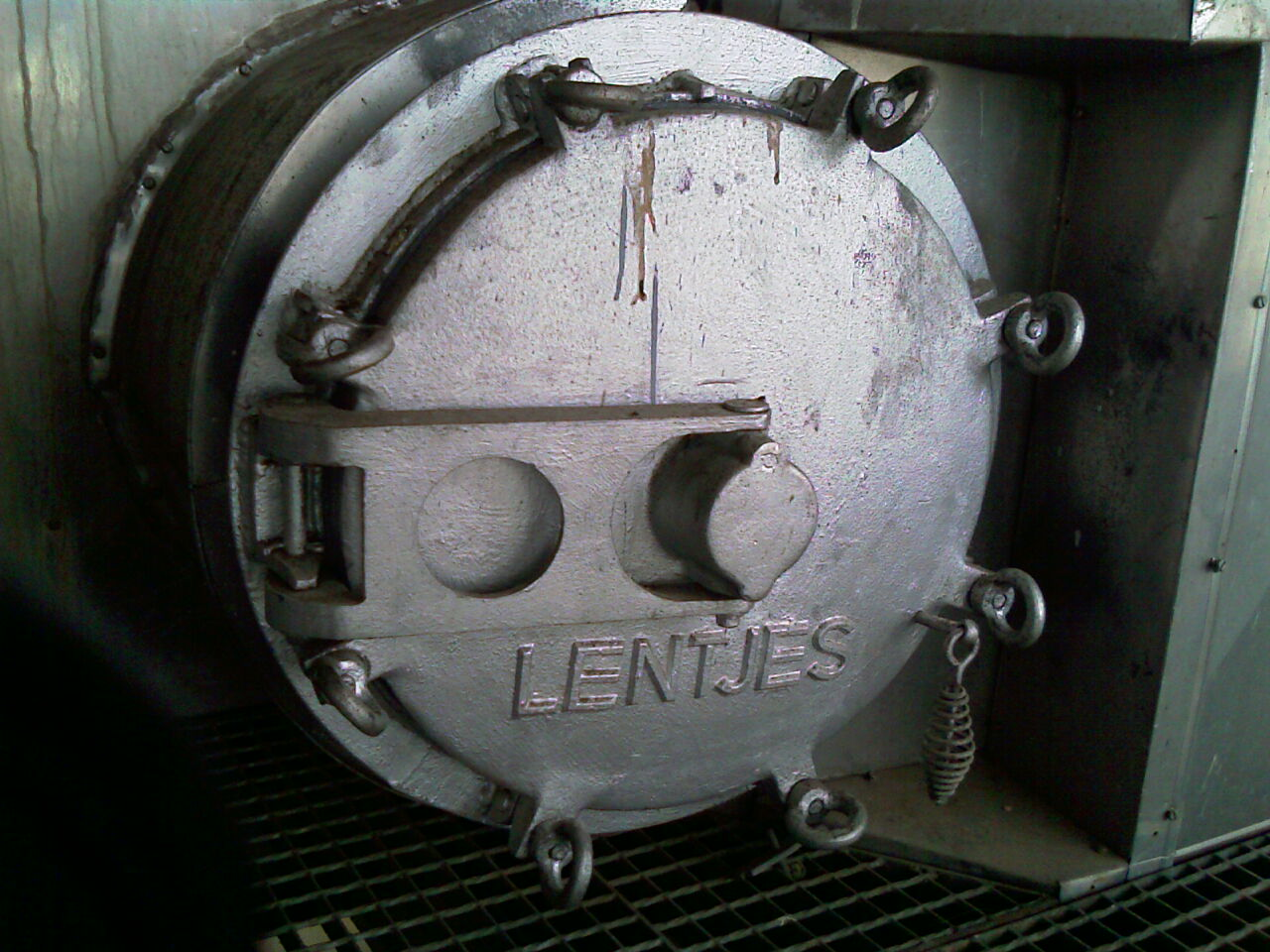
Mannloch an einem Lentjes Dampfkessel mit einem Innendruck von 34 bar

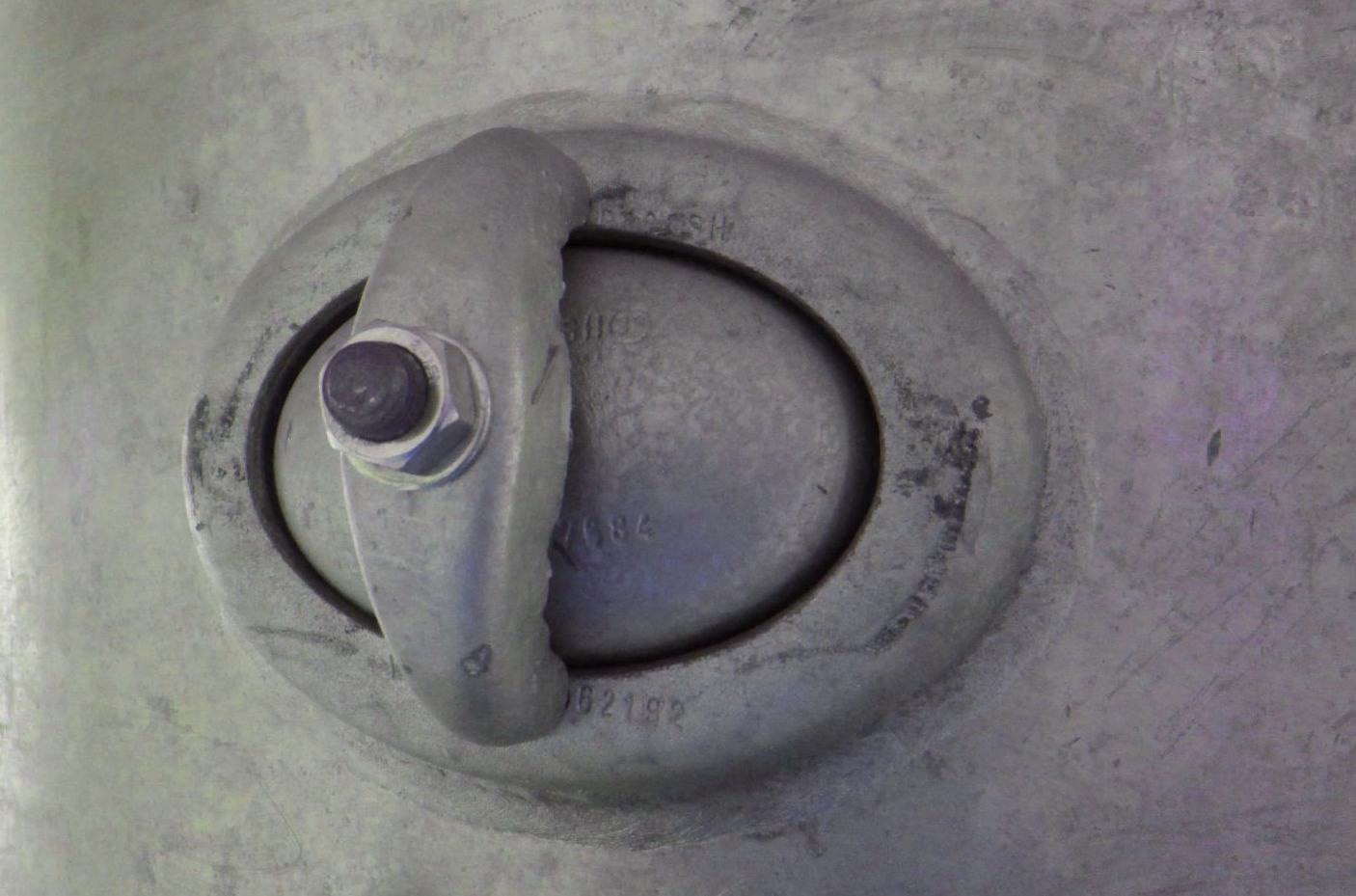
Handloch in einem Druckbehälter in verschlossenem Zustand

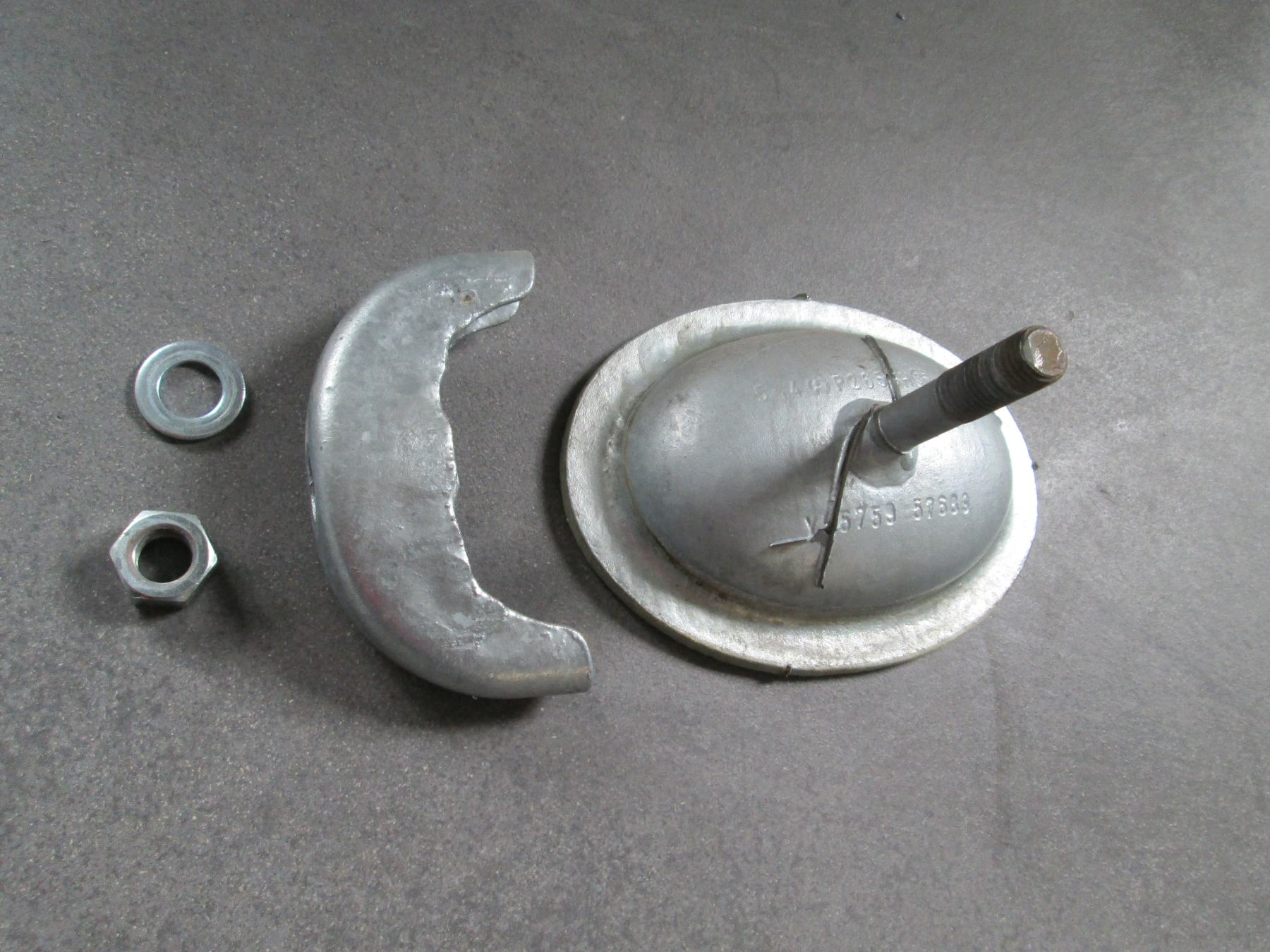
Handlochdeckel eines Druckbehälters, demontiert, ohne ovalen Dichtring

Als Mannloch bezeichnet man im Schiffbau, Anlagenbau und Apparatebau sowie auch im Bergbau einen Einstieg oder eine Bearbeitungsöffnung in einen/einem Behälter oder einen Raum. Üblich sind runde, ovale oder seltener auch rechteckige Querschnitte mit einer lichten Weite von 400 bis 600 mm, so dass ein normal gebauter Mensch ohne große Schwierigkeiten hindurchsteigen kann. Nur wenn regelmäßig große Werkzeuge oder Teile mit durch das Mannloch gebracht werden müssen, wird es größer ausgeführt.
Das Mannloch wird mit einem sogenannten Mannlochdeckel oder einer Mannlochtür mittels Schrauben oder eines Schnellverschlusses druck- und flüssigkeitsdicht verschlossen. Zum Öffnen und Bewegen von schweren Mannlochdeckeln werden teilweise Schwenkvorrichtungen verwendet. Abdeckungen von vertikalen Schächten heißen auch Schachtabdeckungen. Sie werden z. B. mit Schachthaken geöffnet.
Unter dem Begriff Inspektionsöffnung versteht man eine verschließbare Öffnung an einem Druckbehälter. Solche Öffnungen werden oftmals als Blindflansch mit einem beliebigen Durchmesser gebaut. Derart ausgeführte Inspektionsöffnungen können ohne weiteres von einer Person durchklettert werden, wenn Reparaturarbeiten innerhalb des Druckbehälters auszuführen sind. Bei Nennweiten ab DN 500 kann es notwendig sein, den einige hundert Kilogramm schweren Deckel mit einer eigenen Hebevorrichtung vom Druckbehälter zu lösen.
Weiterhin sind elliptische Deckel mit den Abmessung von bis zu 350 mm × 450 mm üblich, die durch die Öffnung eingeführt und durch den im Inneren herrschenden Druck gehalten werden. Für den Fall, dass der Behälter drucklos ist, wird der Deckel von einer oder zwei Schrauben mit Klammern aus Stahl daran gehindert, nach innen zu fallen.
An kleinen Druckbehältern (oder wenn das Betreten des Innenraums nicht erforderlich oder wegen Einbauten nicht möglich ist) werden kleinere Inspektionsöffnungen verwendet, welche dann in abfallender Größe Kopfloch  oder Handloch heißen. Durch diese können mit geeigneten Werkzeugen eine Sichtprüfung und eine Reinigung des Innenraums durchgeführt werden.